# جاده ۴۸ (ایران)
جاده ۴۸ جاده ای بسیار قدیمی است که در گذشته بخش مهمی از جاده ابریشم بوده‌است. این جاده در گذشته به سبب اتصال امپراتوری‌های مهم منطقه به یکدیگر و نیز به دلیل قرارگیری در راه تجاری چین-خاور میانه-اروپا حائز اهمیت بوده‌است. پس از رسمی شدن مذهب شیعه در ایران و به مرور تا دوران قاجار این جاده علاوه بر اهمیت پیشین به لحاظ مذهبی نیز حائز اهمیت می‌شود، چرا که بسیاری از مردم از این جاده به کربلا و نجف (دو شهر مهم برای شیعیان) تردد می‌کنند. در مرز این جاده با کشور عراق مرز خسروی قرار دارد.

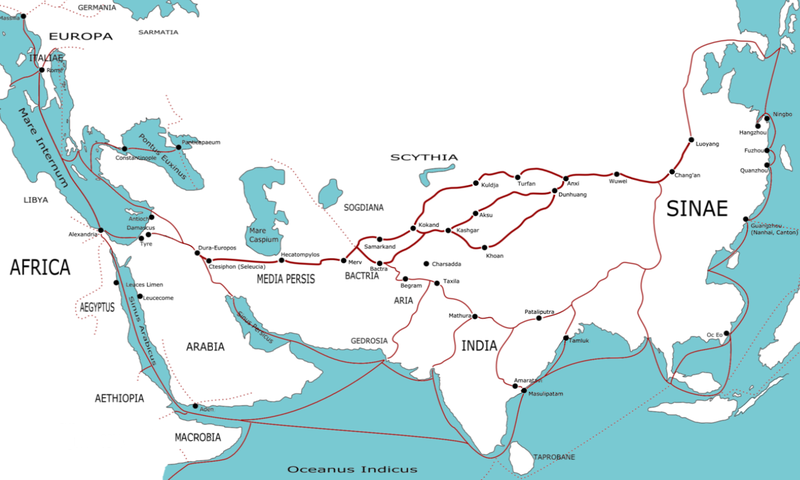
جاده ابریشم در سده یکم میلادی.

## ادامه راه در خارج از ایران
این جاده در ادامهٔ مسیر خود در کشور عراق ابتدا به شهر خانقین رسیده و از آنجا به دو شعبه تقسیم می‌شود. یک مسیر به سمت شهر سلیمانیه می‌رود و از آنجا به اربیل پایتخت اقلیم کردستان عراق متصل می‌شود؛ و مسیر اصلی جاده به سوی بغداد پایتخت کشور عراق می‌رود. جاده در ادامه به کشور سوریه متصل شده و نهایتاً به بندر حلب در ساحل دریای مدیترانه متصل می‌شود.